# Stipa lagascae
Cet article concerne Stipa lagascae Roem. & Schult., 1817. Pour Stipa lagascae Guss., 1827, voir Stipa capillata.
Espèce
Stipa lagascae est une espèce de plantes à fleurs de la famille des Poaceae endémique de la Tunisie.

## Liste des sous-espèces et variétés
Selon Tropicos (13 août 2014) (Attention liste brute contenant possiblement des synonymes) :
- sous-espèce Stipa lagascae subsp. clausa (Trab.) Rothm. & P. Silva
- sous-espèce Stipa lagascae subsp. lagascae
- sous-espèce Stipa lagascae subsp. letourneuxii (Trab.) Batt. & Trab.
- sous-espèce Stipa lagascae subsp. normalis Maire
- variété Stipa lagascae var. australis Maire
- variété Stipa lagascae var. eriophylla Willk.
- variété Stipa lagascae var. hackelii Fiori
- variété Stipa lagascae var. lagascae
- variété Stipa lagascae var. pellita Trin. & Rupr.
- variété Stipa lagascae var. pubescens Hack. ex Maire & Weiller